# NGC 4390
NGC 4390 (również IC 3320, PGC 40597, PGC 40602 lub UGC 7519) – galaktyka spiralna z poprzeczką (SBbc), znajdująca się w gwiazdozbiorze Panny. Odkrył ją William Herschel 15 marca 1784 roku. Należy do Gromady w Pannie.